# Antonio Delgado y Hernández
Antonio Delgado y Hernández (Sevilla, 1805 - Bollullos Par del Condado, 1879) fue un historiador, académico, numismático y político español, académico de la Real Academia de la Historia.

## Biografía
Hijo de Francisco Javier Delgado, primer alcalde constitucional de Sevilla en 1822, cursó Derecho en la Universidad de Sevilla y ya en 1828 estudiaba las inscripciones romanas con su padre. En 1834 empezó a trabajar para la Diputación de Huelva como subteniente de la Milicia Nacional de Trigueros y capitán de la de Huelva. Fue juez para el conocimiento de los delitos de imprenta, censor de teatros de la capital anubense y vicepresidente de la Comisión de Monumentos históricos de la provincia.
En 1845 se trasladó a Madrid, donde fue nombrado auxiliar del Consejo Real. Siguió después una intensa carrera en la capital de España como mayor de la Sección de Gobernación y Fomento (1851) y secretario interino del Consejo de Estado (1856). Fue elegido académico de la Real Academia de la Historia en 1847 y anticuario perpetuo de su Gabinete de Antigüedades de (1848-1867). Miembro también de la Real Sociedad Económica Matritense de Amigos del País (1846), de la Sociedad Arqueológica Tarraconense (1847), de la Real Academia de Buenas Letras de Sevilla y de la Academia Sevillana de Ciencias Exactas, Naturales y Médicas (1851).
Fue elegido diputado en las Cortes Españolas por el distrito electoral de Aracena en 1857 y 1858.  Inicialmente fue miembro del Partido Moderado, pero luego se integró en la Unión Liberal de Leopoldo O'Donnell. En 1858 fue nombrado catedrático de Epigrafía, Geografía Antigua y Árabe en la Escuela Superior de Diplomática, que además dirigió de 1860 a 1866. En 1865 dejó Madrid y volvió a Sevilla. para después establecerse en Bollullos Par del Condado, lugar de nacimiento de su padre y donde fue designado alcalde en 1875.

## Obras
- Memoria histórico-crítica sobre el gran disco de Theodosio encontrado en Almendralejo, leída en la RAH por su anticuario en la junta ordinaria de 9 de septiembre de 1848 (Madrid, 1849)
- Estudios de Numismática Arábigo -Hispana
- Nuevo Método de clasificación de las medallas autónomas de España (Sevilla, 1871-1876)